# Bluestars (álbum)
Bluestars é o álbum de estreia do grupo musical Pretty Ricky. Foi lançado em maio de 2005 pela gravadora Atlantic Records nos Estados Unidos.
O álbum contou com três singles oficiais: "Grind with Me", "Your Body" e a "Nothing But A Number".
Em geral, as músicas do disco tem as suas melodias criadas a partir dos gêneros musicais de hip hop e o R&B contemporâneo. Uma música conta com a participação vocal especial de Static Major.

## Faixas
| N.º            | Título                                 | Compositor(es)                            | Duração |  |
| 1.             | "Playhouse"                            | D.K. Baker / M.H. Cooper / James Scheffer | 4:13    |  |
| 2.             | "Your Body"                            | D.K. Baker / M.H. Cooper / James Scheffer | 4:00    |  |
| 3.             | "Grind with Me"                        | D.K. Baker / M.H. Cooper / James Scheffer | 3:59    |  |
| 4.             | "Get a Little Closer"                  | M.H. Cooper / James Scheffer              | 4:31    |  |
| 5.             | "Never Let You Go"                     | D.K. Baker / M.H. Cooper / James Scheffer | 3:47    |  |
| 6.             | "Juicy" (participação de Static Major) | D.K. Baker / M.H. Cooper / James Scheffer | 4:48    |  |
| 7.             | "Call Me"                              | M.H. Cooper / James Scheffer              | 3:54    |  |
| 8.             | "Nothing but a Number"                 | D.K. Baker / M.H. Cooper / James Scheffer | 4:59    |  |
| 9.             | "Grill 'Em"                            | M.H. Cooper                               | 4:15    |  |
| 10.            | "Get You Right"                        | M.H. Cooper                               | 4:29    |  |
| 11.            | "Chevy"                                | D.K. Baker / M.H. Cooper / James Scheffer | 4:05    |  |
| 12.            | "I Want You (Girlfriend)"              | M.H. Cooper                               | 3:15    |  |
| 13.            | "Shorty Be Mine"                       | D.K. Baker / M.H. Cooper / James Scheffer | 4:09    |  |
| 14.            | "Can't Live Without You"               | D.K. Baker / M.H. Cooper / James Scheffer | 4:49    |  |
| Duração total: | Duração total:                         | Duração total:                            | 59:30   |  |